# 大湖口镇
焦圻镇，是中华人民共和国湖南省常德市安乡县下辖的一个乡镇级行政单位。

## 行政区划
焦圻镇下辖以下地区：
民主社区、安金村、荷花山村、长乐村、张家拐村、长兴村、崔家岭村、三合村、北堤村、青龙窑村和新码头村。